# Bambous
Bambous è un villaggio di Mauritius facente parte del distretto di Black River.

## Sport
La squadra locale di calcio è il Bambous Etoile de L'ouest S.C. Il villaggio ospita un centro multisportivo, lo Stade Germain Comarmond, che ha ospitato diverse competizioni nazionali ed internazionali tra cui i campionati africani di atletica leggera del 2006 e i campionati africani juniores di atletica leggera del 2009.